# Alphonse Allaert
Alphonsius Gustaaf „Alphonse“ Allaert (* 27. Oktober 1872 in Sint-Michiels; † nach 1920) war ein belgischer Bogenschütze.
Allaert nahm an den Olympischen Spielen 1920 in Antwerpen teil und gewann mit der Mannschaft eine Silbermedaille im Wettbewerb Bewegliches Vogelziel, 28 Meter sowie zwei Goldmedaillen in den längeren Distanzen, 33 und 50 Meter.